# Alfons Hardt

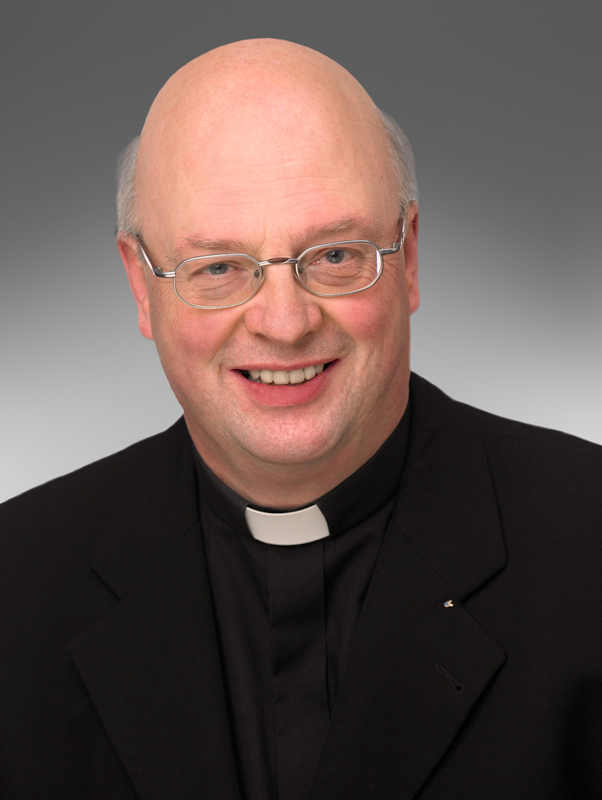
Generalvikar Alfons Hardt

Alfons Hardt (* 2. März 1950 in Menden) ist ein deutscher Jurist, Theologe und Domdechant des Paderborner Metropolitankapitels. Von 2004 bis 2022 war er Generalvikar des Erzbischofs von Paderborn.

## Leben
Nach dem Abitur 1968 studierte Alfons Hardt Rechtswissenschaften an der Westfälischen Wilhelms-Universität in Münster und schloss das Studium 1973 mit dem ersten juristischen Staatsexamen ab. Nach dem Eintritt ins Rechtsreferendariat am Landgericht Paderborn legte er 1976 die zweite juristische Staatsprüfung ab. Anschließend studierte er in Paderborn und München Katholische Theologie und Philosophie. Am 6. Juni 1981 empfing er durch Johannes Joachim Degenhardt die Priesterweihe und arbeitet danach zwei Jahre als Vikar in Bad Arolsen. 1983 erhielt er die Ernennung zum Defensor Vinculi (Ehebandsverteidiger) im Erzbischöflichen Offizialat Paderborn und wurde wissenschaftlicher Mitarbeiter der Theologischen Fakultät Paderborn.
Von 1983 bis 2002 war Alfons Hardt Gemeindeseelsorger der Pfarrei St. Georg in Salzkotten. 1988 erhielt er die Ernennung zum Offizialatsrat und wurde 1989 Diözesanrichter im Erzbischöflichen Offizialat, 1991 Vizeoffizial. 2000 wurde Alfons Hardt Leiter der Zentralabteilung Pastorales Personal im Erzbischöflichen Generalvikariat und wurde im selben Jahr zum Wirklichen Geistlichen Rat, 2002 zum päpstlichen Ehrenprälaten ernannt.
2003 wurde er Stellvertreter des Generalvikars und erhielt die Ernennung zum Domkapitular. Im Jahr 2004 wurde Alfons Hardt zum Generalvikar des Erzbischofs von Paderborn Hans-Josef Becker und Moderator der Diözesankurie ernannt. Diese Ämter erloschen mit der Emeritierung des Erzbischofs am 1. Oktober 2022.
Am 18. Dezember 2009 wurde er von Dompropst Wilhelm Hentze als Domdechant im Hohen Dom zu Paderborn eingeführt. 2012 wurde er von Papst Benedikt XVI. zum Apostolischen Protonotar ernannt.
Hardt ist Mitglied des Bonifatiusrates des Bonifatiuswerks der deutschen Katholiken und Vorsitzender des Vergabeausschusses des „Diaspora-Kommissariats der deutschen Bischöfe – Diasporahilfe der Priester“. Zudem ist er Mitglied des Aufsichtsrates der Bank für Kirche und Caritas in Paderborn.
In der Zeit vom 1. Januar 2007 bis zum 31. Oktober 2019 war Generalvikar Alfons Hardt Vorsitzender der Rechtskommission des Verbandes der Diözesen Deutschlands (VDD). Seit November 2019 ist Generalvikar Hardt Mitglied im neu installierten Verbandsrat des VDD.
2007 wurde er von Kardinal-Großmeister Carlo Kardinal Furno zum Komtur des Ritterordens vom Heiligen Grab zu Jerusalem ernannt und am 5. Mai 2007 durch Reinhard Marx, Großprior der deutschen Statthalterei, den Trierer Bischof und ehemaligen Paderborner Weihbischof, investiert.
Hardt ist seit 1969 Mitglied des Verbandes der Wissenschaftlichen Katholischen Studentenvereine Unitas (UV) (UNITAS Rolandia Münster, UNITAS Hathumar Paderborn).